# Мазиус, Герман
Герман Мазиус (нем. Herrman Masius; 7 января 1818, Требниц, ныне в составе коммуны Кённерн — 22 мая 1893, Лейпциг) — немецкий педагог.
Изучал теологию в Галле, затем работал директором школы в Хальберштадте и Дрездене. С 1862 г. профессор Лейпцигского университета.
Широкое распространение, кроме его учебников («Deutsches Lesebuch») получили его «Naturstudien» (1852). Он написал также: «Deutscher Wald und Hain» (1871), «Luftreisen» (1872), «Geographisches Lesebuch» (1874).
Франц Боас в детстве любил читать книги Мазиуса, в том числе из-за того, что "по сноскам можно выучить латынь, греческий, итальянский и другие языки".[значимость факта?]